# Walace
Walace Souza Silva, ou simplement Walace, né le 4 avril 1995 à Salvador, est un footballeur international brésilien qui évolue au poste de milieu défensif au Cruzeiro EC.

## Biographie

### Carrière en club

#### Hambourg SV (2017-2018)
Le 31 janvier 2017, il signe un contrat de quatre années avec le Hambourg SV. Il joue l'intégralité de la saison et inscrit deux buts.

#### Hannover 96 (2018-2019)
Le 26 juin 2018, il s'engage avec Hanovre 96 jusqu'en 2022. Il joue 28 matchs et inscrit 1 but.

#### Udinese Calcio (2019-2024)
Le 12 août 2019, il s'engage avec l'Udinese Calcio pour cinq ans.

#### Cruzeiro Esporte Clube (depuis 2024)
Le 2 juillet 2024, le joueur s'engage officiellement au Cruzeiro Esporte Clube en Brasileirão Assaí pour 8M€.

### Sélection
Il participe au championnat sud-américain des moins de 20 ans 2015 organisé en Uruguay.
Il est ensuite retenu par le sélectionneur Dunga afin de participer à la Copa América Centenario, organisée pour la toute première fois aux États-Unis.
Vainqueur des jeux olympiques 2016 avec le Brésil

## Statistiques
| Saison                | Club                  | Championnat           | Championnat | Championnat | Coupe(s) nationale(s) | Coupe(s) nationale(s) | Compétition(s) continentale(s) | Compétition(s) continentale(s) | Compétition(s) continentale(s) | Championnat d'État | Championnat d'État | Total | Total |
| Saison                | Club                  | Division              | M.          | B.          | M.                    | B.                    | Comp.                          | M.                             | B.                             | M.                 | B.                 | M.    | B.    |
| 2014                  | Grêmio                | Série A               | 19          | 0           | 1                     | 0                     | -                              | -                              | -                              | -                  | -                  | 20    | 0     |
| 2015                  | Grêmio                | Série A               | 34          | 0           | 8                     | 0                     | -                              | -                              | -                              | 8                  | 0                  | 50    | 0     |
| 2016                  | Grêmio                | Série A               | 24          | 1           | 8                     | 0                     | CL                             | 4                              | 1                              | 9                  | 3                  | 45    | 5     |
| Sous-total            | Sous-total            | Sous-total            | 77          | 1           | 17                    | 0                     | -                              | 4                              | 1                              | 17                 | 3                  | 115   | 5     |
| 2016-2017             | Hambourg SV           | Bundesliga            | 9           | 1           | 2                     | 0                     | -                              | -                              | -                              | -                  | -                  | 11    | 1     |
| 2017-2018             | Hambourg SV           | Bundesliga            | 18          | 1           | 1                     | 0                     | -                              | -                              | -                              | -                  | -                  | 19    | 1     |
| Sous-total            | Sous-total            | Sous-total            | 27          | 2           | 3                     | 0                     | -                              | -                              | -                              | -                  | -                  | 30    | 2     |
| 2018-2019             | Hanovre 96            | Bundesliga            | 26          | 1           | 2                     | 0                     | -                              | -                              | -                              | -                  | -                  | 28    | 1     |
| Sous-total            | Sous-total            | Sous-total            | 26          | 1           | 2                     | 0                     | -                              | -                              | -                              | -                  | -                  | 28    | 1     |
| 2019-2020             | Udinese Calcio        | Serie A               | 20          | 0           | 2                     | 0                     | -                              | -                              | -                              | -                  | -                  | 22    | 0     |
| 2020-2021             | Udinese Calcio        | Serie A               | 30          | 0           | -                     | -                     | -                              | -                              | -                              | -                  | -                  | 30    | 0     |
| 2021-2022             | Udinese Calcio        | Serie A               | 36          | 1           | 2                     | 0                     | -                              | -                              | -                              | -                  | -                  | 38    | 1     |
| 2022-2023             | Udinese Calcio        | Serie A               | 37          | 0           | -                     | -                     | -                              | -                              | -                              | -                  | -                  | 37    | 0     |
| 2023-2024             | Udinese Calcio        | Serie A               | 24          | 2           | 1                     | 0                     | -                              | -                              | -                              | -                  | -                  | 25    | 2     |
| Sous-total            | Sous-total            | Sous-total            | 147         | 3           | 5                     | 0                     | -                              | -                              | -                              | -                  | -                  | 152   | 3     |
| Total sur la carrière | Total sur la carrière | Total sur la carrière | 277         | 7           | 27                    | 0                     | -                              | 4                              | 1                              | 17                 | 3                  | 325   | 11    |